# Aqueduto do Caneiro

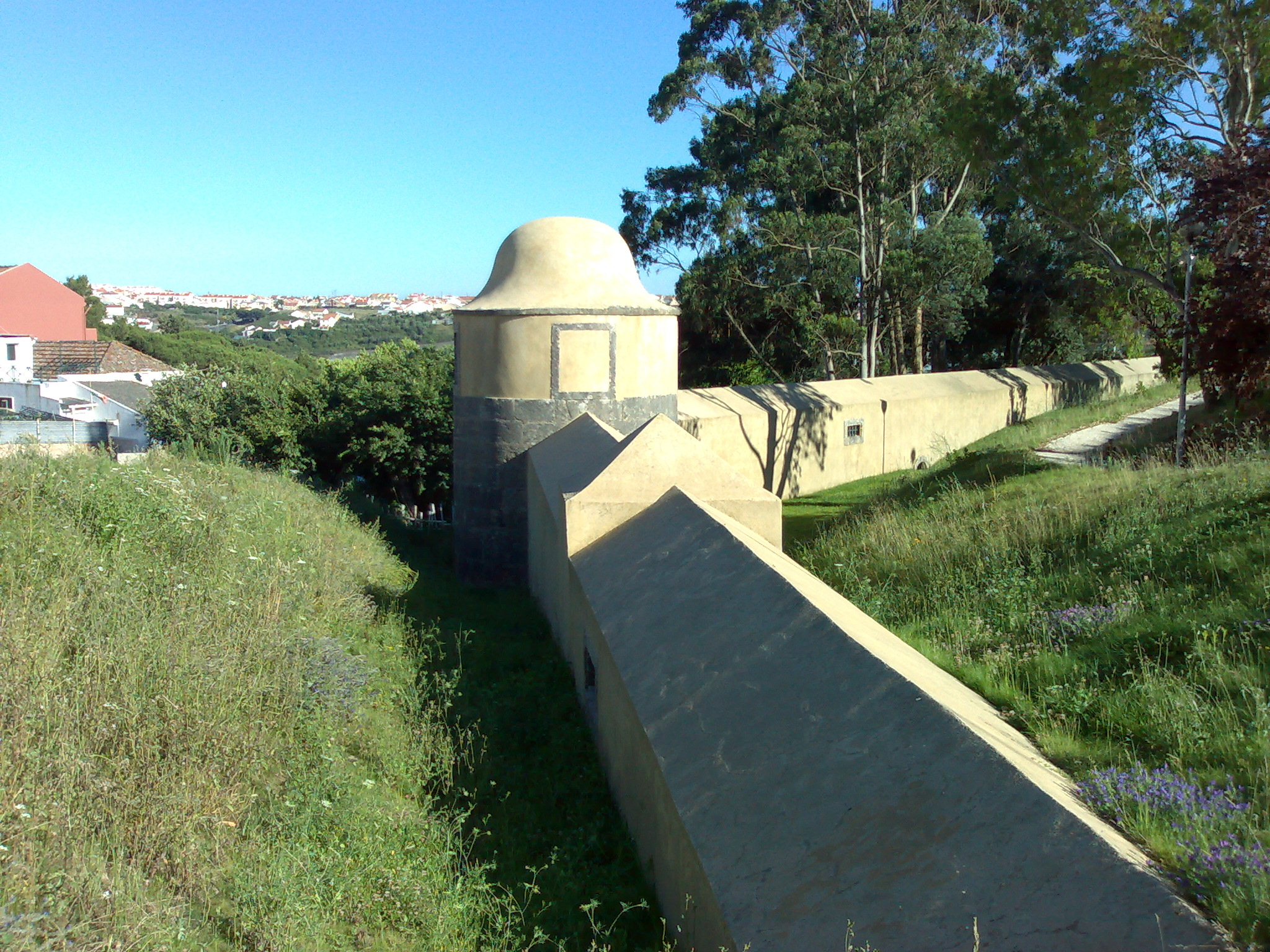
Aqueduto do Olival do Santíssimo.

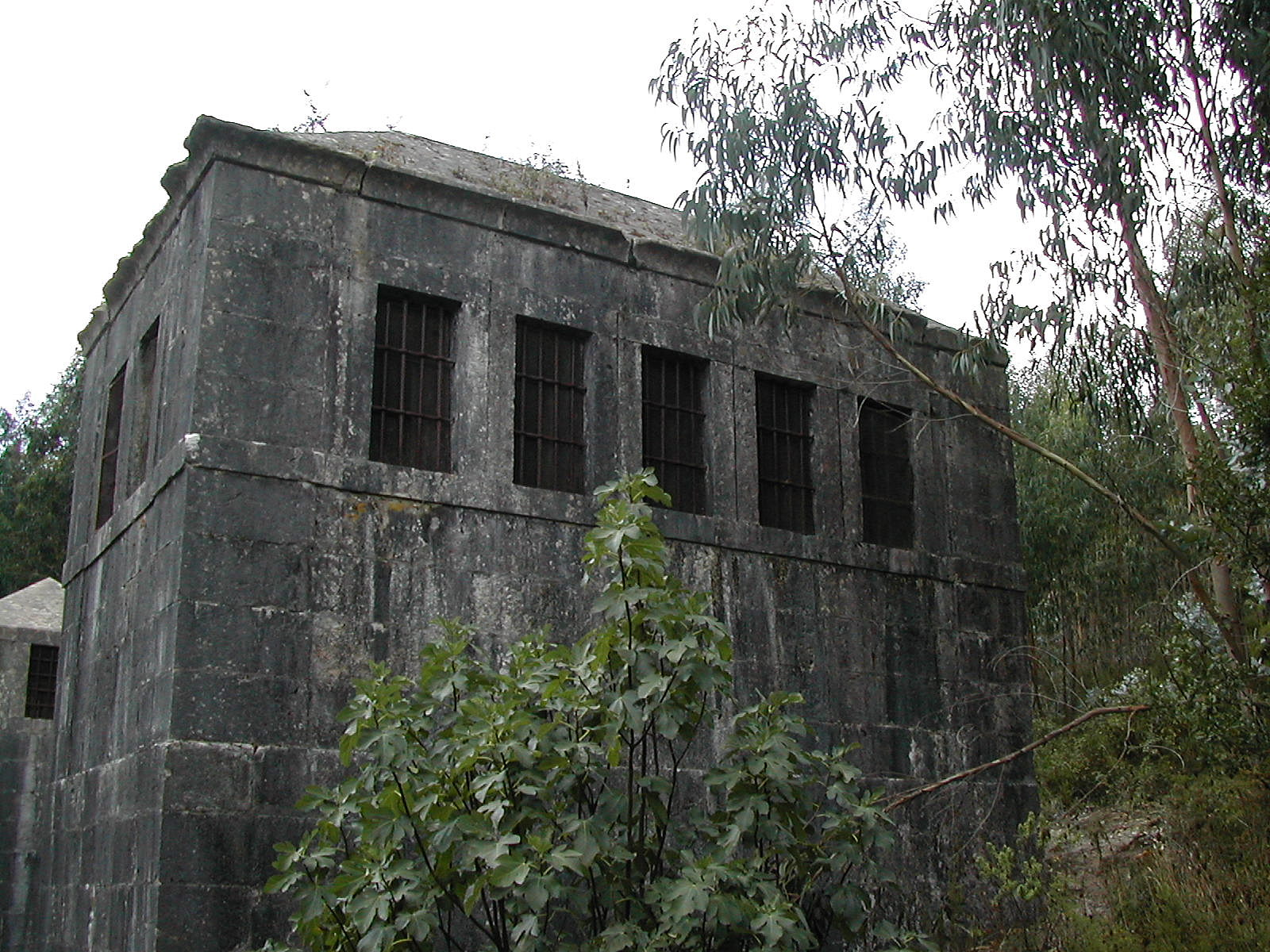
Respiradouro do Aqueduto da Quintã.

O Aqueduto do Caneiro, ramal do Aqueduto do Olival do Santíssimo, é um aqueduto situado nas freguesias de Almargem do Bispo (Sintra) e de Caneças (Odivelas), subsidiário do Aqueduto das Águas Livres, que abastecia a cidade de Lisboa.
O Aqueduto do Caneiro passava pela Mãe de Água Nova e entroncava no Aqueduto das Águas Livres 425 metros abaixo da Mãe de Água Velha. Principiava no Aqueduto do Olival do Santíssimo e ao longo de uma extensão de 4294 metros recolhia ainda a água dos seguintes aquedutos subsidiários:
- Aqueduto do Poço da Bomba
- Aqueduto do Vale da Moura
- Aqueduto das Carvalheiras
- Aqueduto do Salgueiro ou de Dona Maria
- Aqueduto dos Frades Marianos ou da Zibreira
- Aqueduto da Câmara (construído em 1817)
- Aqueduto da Quintã